# Bisetocreagris kaznakovi
Bisetocreagris kaznakovi är en spindeldjursart som först beskrevs av Vladimir V. Redikorzev 1918.  Bisetocreagris kaznakovi ingår i släktet Bisetocreagris och familjen helplåtklokrypare.

## Underarter
Arten delas in i följande underarter:
- B. k. kaznakovi
- B. k. lahaulensis